# رحلة بو بلال (مسلسل)
رحلة بو بلال، مسلسل درامي اجتماعي كويتي من إنتاج تلفزيون دولة الكويت.
من بطولة الفنانين عبد الله الحبيل وعبد الرحمن العقل وهدى حسين وزهرة الخرجي وسعاد علي وهيا الشعيبي وعبد الله الباروني وأسامة المزيعل و عبد الحميد الرفاعي و أحمد الشمري و ناصر البلوشي تأليف عبد الله الحبيل وإخراج يوسف حمودة.

## روابط إضافية
صفحة المسلسل على السينما